# Cờ toán Việt Nam
Cờ toán Việt Nam là sản phẩm sáng tạo của ông Vũ Văn Bảy (hay còn gọi là Vũ Bảy), một nghệ nhân nặn tượng người Việt Nam. Cờ toán Việt Nam đã được Cục Bản quyền tác giả văn học nghệ thuật, Bộ Văn hóa - Thông tin (nay là Bộ Văn hóa, Thể thao và Du lịch) chính thức công nhận sản phẩm trí tuệ vào tháng 5-2005.

## Lịch sử phát triển
Ông Vũ Văn Bảy, người phát minh ra cờ toán, sinh trưởng trong một gia đình ba thế hệ làm họa sĩ điêu khắ ở khu Suối Hoa, phường Vũ Ninh, thành phố Bắc Ninh, tỉnh Bắc Ninh, Việt Nam. Cờ toán Việt Nam do ông phát minh được xem là loại cờ giải trí vừa mang tính chất toán học và triết lý xã hội, khác hẳn so với các loại cờ đã phổ biến như cờ tướng là của người Trung Quốc, cờ vua của người phương Tây. Người chơi phải vận dụng các kiến thức về toán học giản đơn như cộng, trừ, nhân, chia để tính toán các bước đi. Trong cờ vua và cờ tướng, khi mất vua hoặc tướng là bị thua. Tuy nhiên, Cờ toán Việt Nam lại khác cờ tướng, cờ vua ở chỗ: Quân số 0 là dân chứ không phải tướng hay vua, và khi để dân bị đối phương bắt, người chơi sẽ bị thua tuyệt đối. Theo tác giả Vũ Bảy: "Khi chơi cờ toán, nó không chỉ giúp người ta tính toán mà còn dạy cho người ta phải biết lẽ sống. Tính cách từng người sẽ được thể hiện qua ván cờ toán. Nếu chỉ thích cộng, thích nhân rồi cứ nhân, cứ cộng mãi người chơi sẽ bị thất bại".

## Luật chơi

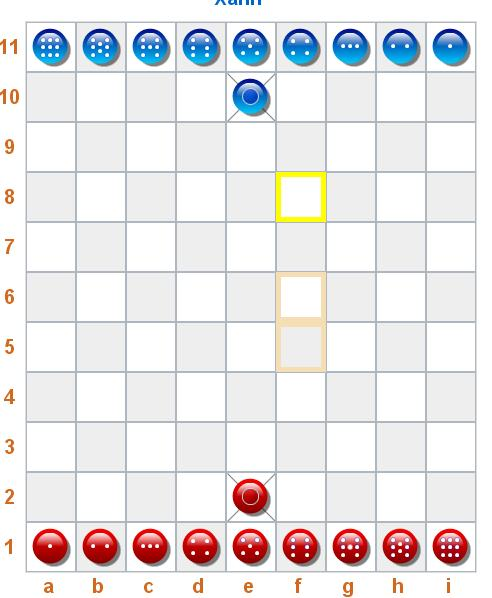
Bàn cờ toán

Bàn cờ hình chữ nhật, gồm 99 ô (chia làm 9 cột, mỗi cột 11 ô và 11 hàng, mỗi hàng 9 ô). Ô ở hàng 2 cột 5 và hàng 10 cột 5 có đường chéo là vị trí  đặt quân số 0 (tức trong khi chơi, số 0 không được di chuyển). Quân cờ hình tròn, mỗi bên một màu khác nhau, trên mỗi quân có các dấu chấm tròn (hoặc viết các số) thể hiện các số từ 1-9 (ví dụ, quân số 1 có một chấm tròn; quân số 9 có chín chấm tròn).
Như vậy, mỗi bên có chín quân cờ và một quân số 0. Hai bên cùng xếp quân vào hàng ngang dưới cùng theo thứ tự 1-9 (theo chiều từ trái qua phải, tức tăng dần).
Ngoại trừ quân số 0 không được phép di chuyển ra khỏi vị trí vì là 0 di chuyển, các quân còn lại 1-9 đều có thể đi theo hàng ngang, cột dọc, đường chéo. Mỗi ô trống trên bàn cờ là một bước đi. Số bước đi tối đa được thực hiện theo trị số riêng của từng quân cờ. Chẳng hạn, số 2 có thể đi tối đa 2 ô trống, số 9 có thể đi tối đa 9 ô trống tùy mục đích của người chơi. Quân số 1, vì là 1 di chuyển, nên chỉ đi được tới duy nhất một ô kế bên ô đang đứng. Các quân cờ không được phép nhảy qua đầu các quân khác.
Khi muốn bắt quân của đối phương, điều kiện là bên mình phải có hai quân đứng trong hai ô liền nhau theo chiều dọc hoặc ngang hoặc chéo (để tạo thành một phép tính và phía trước không có quân của đối phương đứng cản). Sau đó dùng các phép cộng (+), hoặc trừ (-), hoặc nhân (x), hoặc chia (:) với nhau để ra đáp số. Đáp số của mỗi phép tính là điểm có thể bắt được quân của đối phương.
Chẳng hạn, bên mình có quân 8 và quân 5 đứng liền nhau (8 đứng dưới, 5 đứng trên) theo hàng dọc thì có thể lấy 8-5=3 hoặc 8+5=13 để bắt quân đang đứng ở ô thứ ba của đối phương (tính từ ô của quân 5 đứng trước) nếu muốn đánh tiến. Sau đó, lấy quân số 8 thế vào vị trí mà quân số của đối phương bị bắt. Còn nếu muốn bắt lùi thì lấy 5+8=13 và bắt quân đang đứng ở ô thứ 3 bắt đầu tính từ quân số 8.
Chú ý: Nếu kết quả của phép cộng hoặc nhân mà lớn hơn 10 thì chỉ lấy số của hàng đơn vị để tính điểm bắt quân. Chẳng hạn 5+8=13 thì 3 là điểm để bắt quân của đối phương. Nếu là phép chia có dư thì có thể lấy số dư để bắt quân. Chẳng hạn, lấy quân 8 chia cho quân 5 bằng 1 dư 3 thì ô cờ được bắt quân của đối phương là ô cách quân 5 là 1 hoặc 3 ô. Không thể lấy 5x8=40 vì điểm 0 là không có giá trị.
Trong khi tính toán, nếu phía trước có quân của đối phương đứng cản thì không thể bắt được quân của đối phương. Chẳng hạn 8+5=13 thì có thể bắt được quân số bất kỳ của đối phương (1, 2, 3, 4...) đang đứng ở ô thứ 3 tính từ quân số 5 của bên mình, nhưng nếu ở ô thứ 1, 2 có quân đối phương đang đứng thì không thể bắt được quân ở ô thứ 3 kể trên.
Cờ toán khác cờ tướng và cờ vua ở chỗ cờ tướng và cờ vua thì ăn trực tiếp (ngoại trừ quân pháo trong cờ tướng). Còn cờ toán buộc phải có hai quân để có thể làm một phép tính.
Trong quá trình chơi, bất kể khi nào, cứ bắt được quân số 0 của đối phương là thắng tuyệt đối. Tuy nhiên, nếu không bắt được quân số 0 vẫn có thể tính việc thắng - thua bằng cách dựa theo số điểm. Mỗi quân cờ có số điểm tính theo trị số của nó. Chẳng hạn quân số 1 là 1 điểm, số 2 là 2 điểm... Trước khi chơi, hai bên có thể thỏa thuận thang điểm cho mỗi ván là 10-15-20-...-45 điểm và chơi 1-3-5-7... ván. Sau đó tính trên tổng số ván thắng để tính thắng - thua. Nhưng trong quá trình thi đấu, bên nào bị đối phương bắt quân số 0 là bị xử thua tuyệt đối - dù trước đó đang dẫn trước 1-2-3-4-... ván. Ví dụ:
- Ván 1: A thắng B với tỉ số 10-7
- Ván 2: A thắng B với tỉ số 12-5
- Ván 3: B thắng A tuyệt đối (tức B bắt được quân số 0 của A).

Kết quả cuối cùng: B thắng A chung cuộc.

## Cờ Toán Việt Nam trên thiết bị di động
Trò chơi Cờ Toán Việt Nam đã được một nhóm sinh viên trường Đại Học Công nghệ - ĐHQG HN (Trần Hữu Trung, Trần Văn Hưng và Nguyễn Hà Thanh) phát triển và đã đạt giải nhất giải thưởng Nghiên cứu khoa học sinh viên ĐHQGHN năm 2015.  Hiện tại sản phẩm của nhóm phát triển hỗ trợ 3 nền tảng là android, ios và windows pc.